# Dinamo Iwanowo
Dinamo Iwanowo (ros. Футбольный клуб «Динамо» Иваново, Futbolnyj Kłub "Dinamo" Iwanowo) – rosyjski klub piłkarski z siedzibą w mieście Iwanowo, działający w latach 1927–1953.

## Historia
Chronologia nazw:
- 1927: Dinamo Iwanowo-Wozniesiensk (ros. «Динамо» Иваново-Вознесенск)
- 27.12.1932: Dinamo Iwanowo (ros. «Динамо» Иваново)
- 1940: klub rozwiązano
- 1947: Dinamo Iwanowo (ros. «Динамо» Иваново)
- 1953: klub rozwiązano

Piłkarska drużyna Dinamo została założona w Iwanowie w 1927 roku. W 1937 i 1938 zespół startował w rozgrywkach Pucharu ZSRR. Na początku 1940 roku Decyzją Rady Centralnej Towarzystwa "Dynamo" zespoły Dynama zostały wycofane z rozgrywek Mistrzostw ZSRR. W latach 1944-1946 klub reprezentował barwy miejscowego Tiekstilszczika, a od 1947 odrębnie grał w rozgrywkach amatorskich. W latach 1947, 1948, 1950, 1953 brał udział w Pucharze Rosyjskiej RFSR wśród drużyn kultury fizycznej. Również występował w Mistrzostwach Rosyjskiej RFSR wśród amatorów. 
Po zakończeniu sezonu 1953 klub został rozwiązany.

## Sukcesy
- Puchar ZSRR:
  - 1/64 finału (2x): 1937, 1938.

## Inne
- Tiekstilszczik Iwanowo